# Alfred Fairbank
Alfred John Fairbank, né le 12 juillet 1895 à Grimsby et décédé le 14 mars 1982 à Hove dans le Sussex, est un calligraphe, typographe et écrivain britannique. Il a promu l’écriture italique. En 1929, il a créé la première police de caractères italique de Monotype : l’italique de Bembo.
Fairbank étudie à la Central School of Art and Design sous Graily Hewitt. Il est cofondateur de la Society of Scribes and Illuminators (société des scribes et enlumineurs) en 1921. Il enseigne au Brighton College of Arts de 1955 à 1966. Il crée la Society for Italic Handwriting (société pour l’écriture manuscrite italique) en 1952.